# Dansk Vejforening
Dansk Vejforening (Forkortet DV) er en privat interesseorganisation, der arbejder for at forbedre forholdene på og omkring vejene i Danmark. Organisationen er den eneste erhvervsorganisation i Danmark, der udelukkende beskæftiger sig med vejene.
Dansk Vejforenings medlemmer er primært private virksomheder, der enten anvender vejene som en del af deres erhverv, såsom vognmænd, sælgere og vejhjælpsfirmaer eller leverer udstyr, materialer eller ydelser til vejene, såsom rådgivende ingeniører, asfaltfirmaer og sikkerhedsudstyrsleverandører. Foruden private virksomheder er en række kommuner og offentlige institutioner, serviceabonnenter hos foreningen.
Dansk Vejforening er medlem af den europæiske vejforening, European Union Road Federation.

## Dansk Vejforenings historie
Dansk Vejforening blev stiftet i maj 1989 af fire initiativtagere, Asfaltindustrien, FDM, Danske Vognmænd og Entreprenørforeningen. I første omgang var foreningen primært for private virksomheder, men senere blev der åbnet for at offentlige institutioner kunne blive medlemmer som serviceabonnenter. I 1999 blev det også muligt for enkeltpersoner med særlig tilknytning til vejområdet, at blive medlem af Dansk Vejforening.

## Dansk Vejforenings aktiviteter
Dansk Vejforening har igennem årene udgivet en række publikationer, herunder ”Effektiv og fleksibel mobilitet – en vision for de danske veje” fra 2009, der præsenterer en langsigtet plan for bygningen af nye motorveje og ”Trafiksikkerhed på kommunernes landeveje” fra 2012, der analyserer tilstanden af udstyr m.m. på de kommunale veje.
Ligeledes deltager foreningen aktivt i den offentlige diskussion om veje, hastighedsgrænser og vejanlæg. Blandt andet har Dansk Vejforening beregnet, hvor mange penge kommunerne sparer på snerydning i milde vintre og bakkede i sin tid op om at hæve fartgrænserne på motorvejene til 130 km/t.

## Ekstern henvisning
- Officiel hjemmeside for Dansk Vejforening